# Asma Jahangir

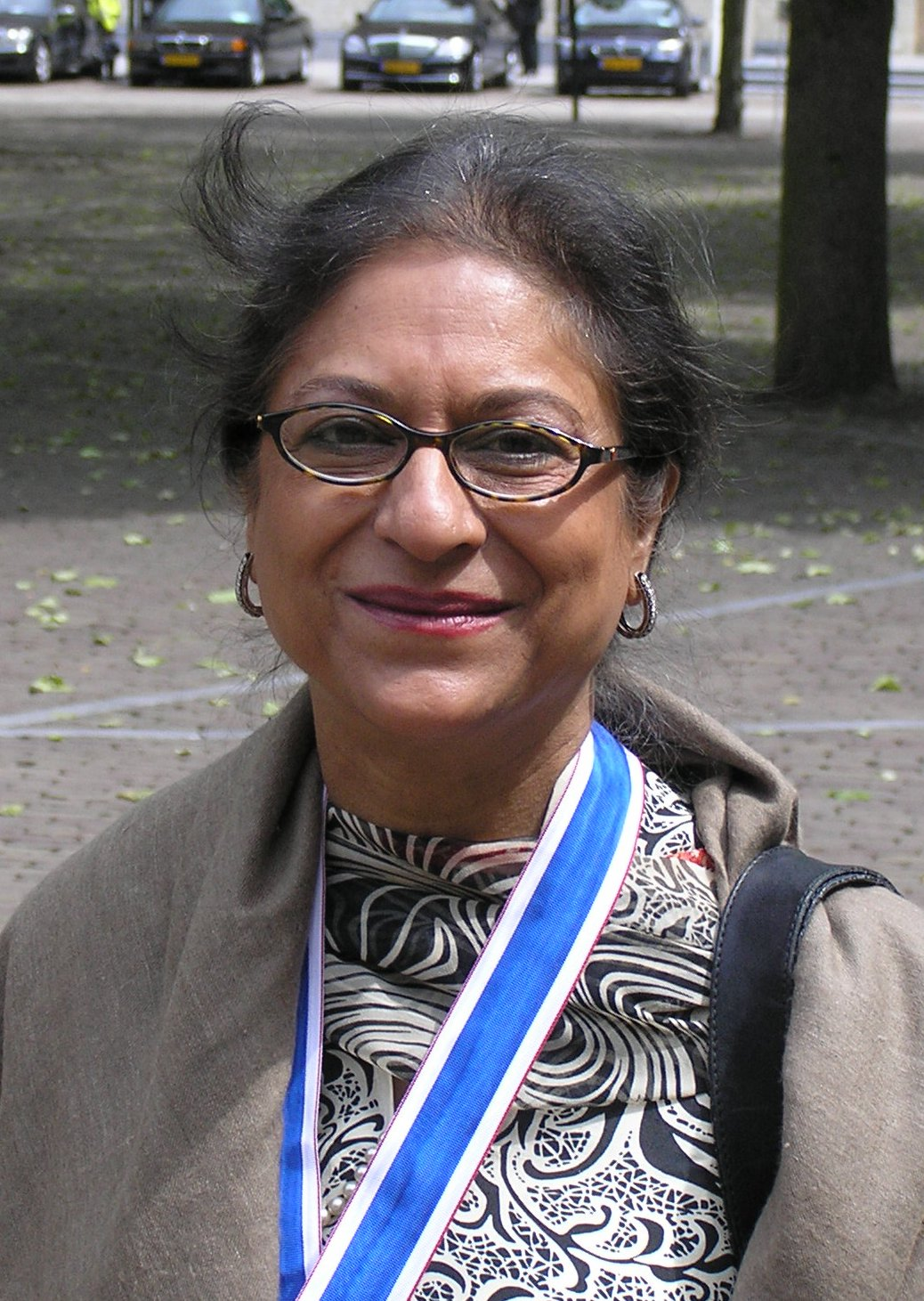
Asma Jahangir kort nadat zij in 2010 de Four Freedoms Award voor vrijheid van godsdienst ontving

Asma Jilani Jahangir (Urdu:عاصمہ جہانگیر) (Lahore, 27 januari 1952 – aldaar, 11 februari 2018) was een Pakistaanse advocate bij het Hooggerechtshof van Pakistan en mensenrechtenactiviste. Zij kwam zowel in Pakistan als internationaal op tegen de vervolging van religieuze minderheden en vrouwen en tegen uitbuiting van kinderen.

## Activiteiten
Jahangir zette met anderen in 1980, kort nadat zij was afgestudeerd in de rechten, het eerste advocatenkantoor in Pakistan op dat was opgezet en gerund door vrouwen. Zij richtte zich op de toepassing van religieuze wetgeving in Pakistan. Onder deze wetten kunnen mensen die de sharia overtreden snel beschuldigd worden van godslastering, terwijl ook de doodstraf kan worden toegepast. 
Jahangir verdedigde zowel een 13-jarig blind meisje Safia Bibi, dat na verkrachting werd beschuldigd van overspel en aanvankelijk de doodstraf dreigde te krijgen, als een 14-jarige christelijke jongen die na een geloofsuiting werd beschuldigd van godslastering. Deze twee kinderen werden beide uiteindelijk vrijgesproken.
Door deze en andere zaken kreeg Jahangir met geweld en doodsbedreigingen te maken. In 2007 werd ze voor 90 dagen vastgezet door de regering van Pervez Musharraf, gelijktijdig met 500 andere juristen, politici van de oppositie en activisten.

## Internationaal
Vanaf 2004 was ze Speciaal Rapporteur bij de Verenigde Naties voor vrijheid van religie of geloof, verbonden aan de Mensenrechtenraad van de Verenigde Naties. Daarvoor was zijn Speciaal Rapporteur voor onwettige executies. Tevens was zij voorzitter van de Mensenrechtencommissie van Pakistan.

## Erkenning
- In 2002 kreeg Asma Jahangir de Geuzenpenning als vrouwenactiviste.
- In 2010 ontving ze in Middelburg de Four Freedoms Award voor godsdienstvrijheid.
- Dat jaar ontving ze ook de Bilbao-prijs voor de Bevordering van een Cultuur van Mensenrechten van de UNESCO.
- In 2012 ontving ze de Human Dignity Award van de Roland Bergerstichting.
- 10 december 2018 ontving ze postuum de Mensenrechtenprijs van de Verenigde Naties.

## Overlijden
Asma Jahangir overleed in 2018 op 66-jarige leeftijd in een ziekenhuis in Lahore aan de gevolgen van een hersenbloeding.